# Neoglyphidodon carlsoni
Neoglyphidodon carlsoni là một loài cá biển thuộc chi Neoglyphidodon trong họ Cá thia. Loài này được mô tả lần đầu tiên vào năm 1975.

## Từ nguyên
Từ định danh carlsoni được đặt theo tên của nhà ngư học Bruce Carlson, cũng là người đã thu thập mẫu định danh của loài cá này.

## Phạm vi phân bố và môi trường sống
N. carlsoni được ghi nhận thưa thớt ở Đông Ấn Độ Dương và Nam Thái Bình Dương, được biết đến tại Fiji, đảo Ouvéa (quần đảo Loyauté), Tonga, quần đảo Andaman và Nicobar (Ấn Độ). Chúng sống gần những rạn san hô ở độ sâu đến ít nhất là 5 m.

## Mô tả
N. carlsoni có chiều dài cơ thể tối đa được ghi nhận là 10 cm. Cơ thể màu xám đen, vảy cá có viền đen sẫm.
Số gai ở vây lưng: 13; Số tia vây ở vây lưng: 13–15; Số gai ở vây hậu môn: 2; Số tia vây ở vây hậu môn: 12–14; Số gai ở vây bụng: 1; Số tia vây ở vây bụng: 5; Số tia vây ở vây ngực: 15–19.

## Sinh thái học
Thức ăn của N. carlsoni có thể là tảo hoặc các loài động vật phù du. Cá đực có tập tính bảo vệ và chăm sóc trứng.